# Rosalind Frances Ellicott
Rosalind Frances Ellicott (Cambridge, Anglaterra, 14 de novembre de 1857 - Birchington-on-Sea, Kent, Regne Unit, 5 d'abril de 1924) fou una compositora anglesa.
Estudià en la Reial Acadèmia de Música i el 1882 fundà la Haendel Society, de Londres.
És autora de les obres següents:
- Una Obertura (Gloucester, 1886)
- Elysium (Gloucester, 1889)
- Radiant sister of the dawn (1887)
- Bring the Bright Garlands
- Henry of Navarra (1894)
- Fantasies per a piano i orquestra, quartets, trios, duets i lieder